# 舊達達港糶糴村糧埤伯公
22°34′34″N 120°31′50″E / 22.57611°N 120.53056°E
舊達達港糶糴村糧埤伯公，是一座位於臺灣屏東縣竹田鄉糶糴村的伯公廟，位於糶糴村用於運送米糧的水埤頭，古稱「達達港」，故得名舊達達港糶糴村糧埤伯公。一旁即是屏東竹田糶糴村敬字亭。

## 命名由來
舊達達港糶糴村糧埤伯公位於糶糴村龍頸溪水門旁，該地古稱「達達港」，是竹田地區將收成稻米透過水運運送至東港、中國等地貿易的主要集散地。該伯公的建立是用於祈求糧食運送的平安順利，由於水路是用於糧食運送，故名「糧埤」，因此結合新舊地名稱呼全稱為「舊達達港糶糴村糧埤伯公」，又名「糧埤福德正神」。

## 歷史
糧埤伯公興建年代不詳，約落成於清康熙年間，最早僅以「河石伯公」即「石頭伯公」形式，立於大榕樹下。經過數個階段的演變，直至西元民國55年（1966年）糶糴村村民劉財禎先生，號朝村民募款進行修繕與擴建，1969年再次修建才完成現有的六角亭建築。
2017年7月17日指定為屏東縣歷史建築。
2018年10月25日屏東縣政府完成由客家委員會主要補助「竹田鄉糶糴村達達港水岸環境場域工程案」，對於達達港水文環境與一旁的敬字亭、伯公及水閘門進行修復工程。